# Kochel am See
Kochel am See là một xã tại huyện Bad Tölz-Wolfratshausen ở Bayern bên hồ Kochel, cách München khoảng 60 km.

## Các làng trực thuộc
- Altjoch
- Brunnenbach
- Einsiedl
- Herzogstand-Häuser
- Ort
- Pessenbach
- Pfisterberg
- Ried
- Urfeld am Walchensee
- Walchensee
- Zwergern

## Hình ảnh

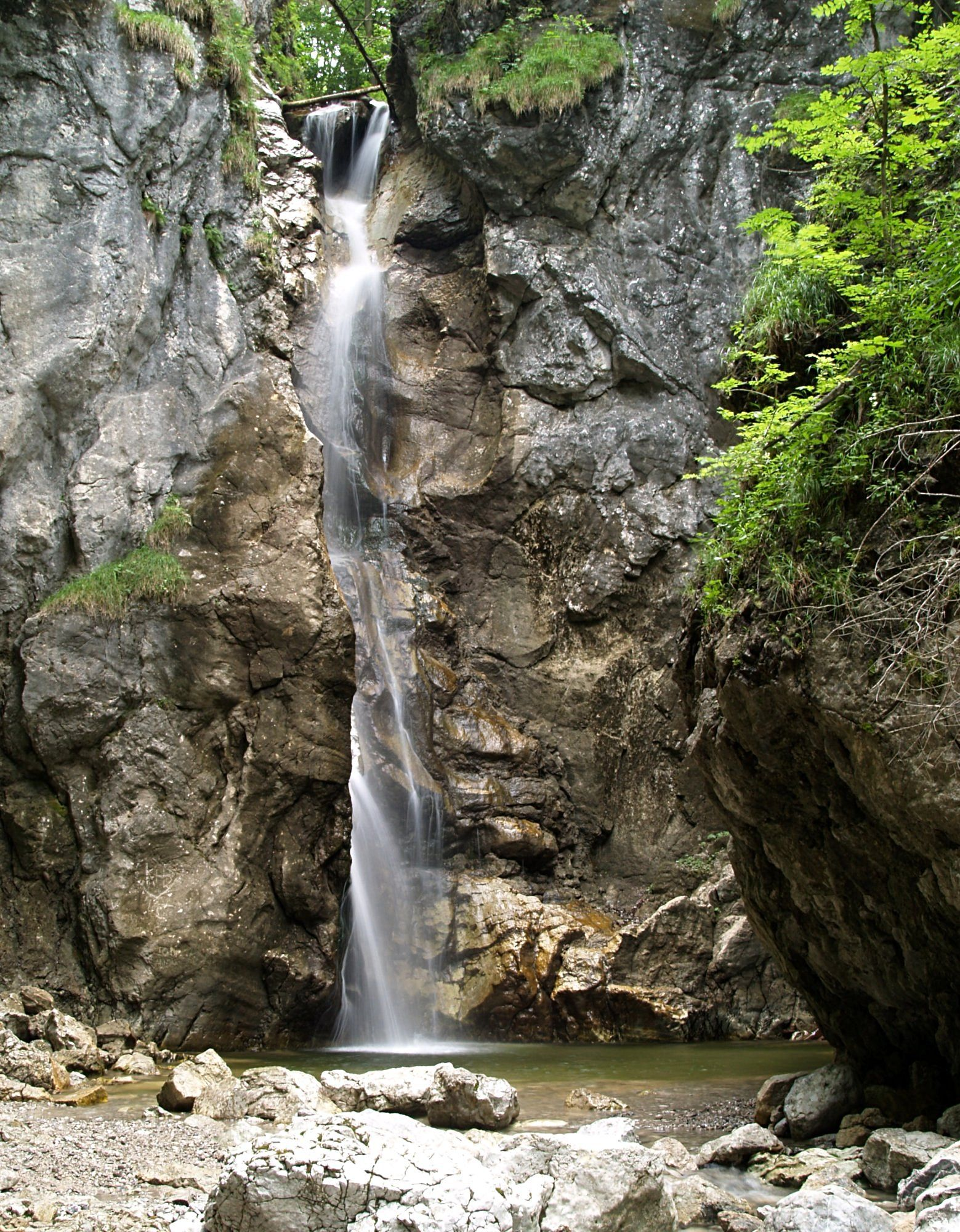
Thác Lainbach gần Kochel là một nơi thăm viếng được ưa chuộng.
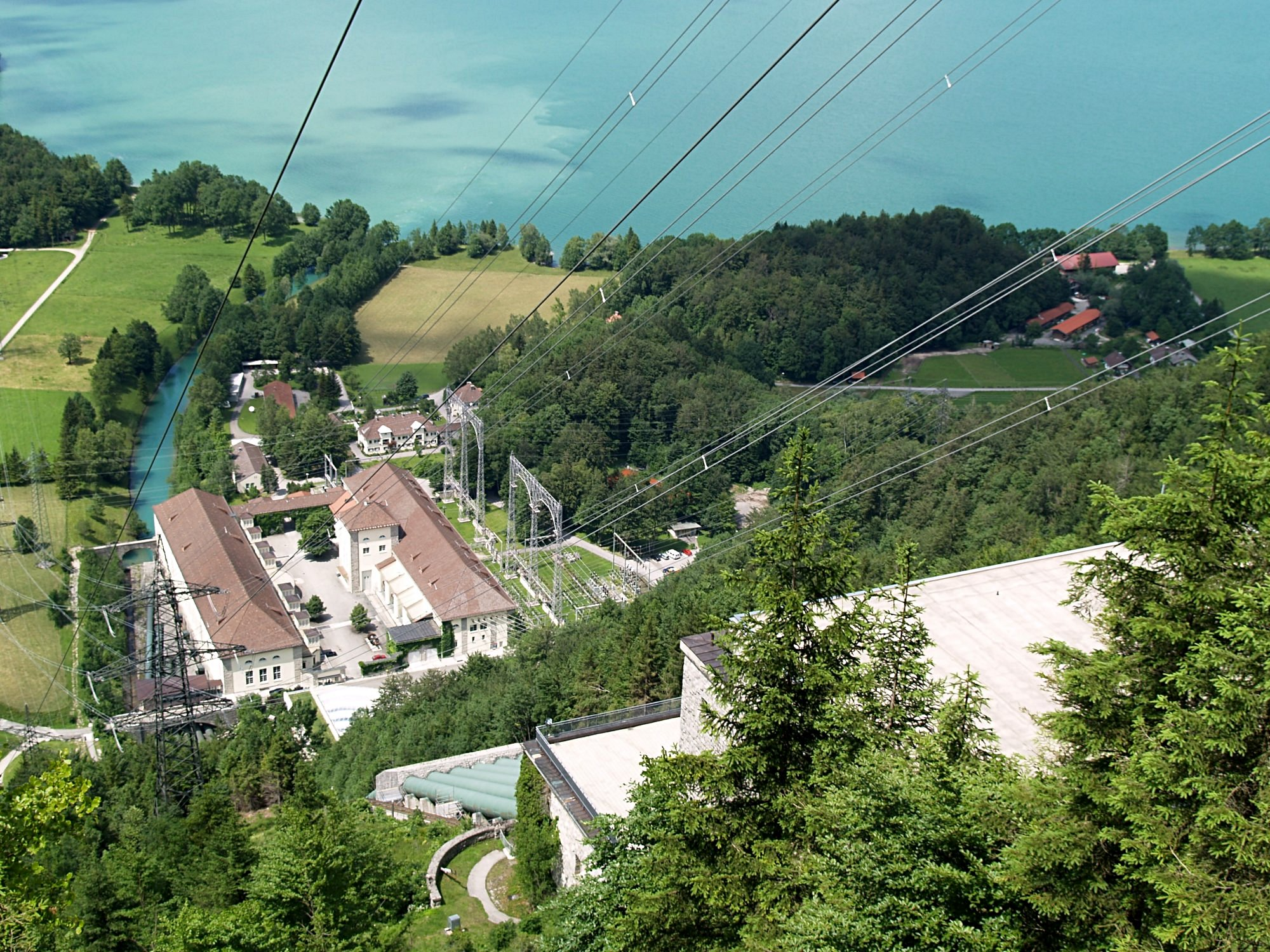
Nhà máy thủy điện Walchensee
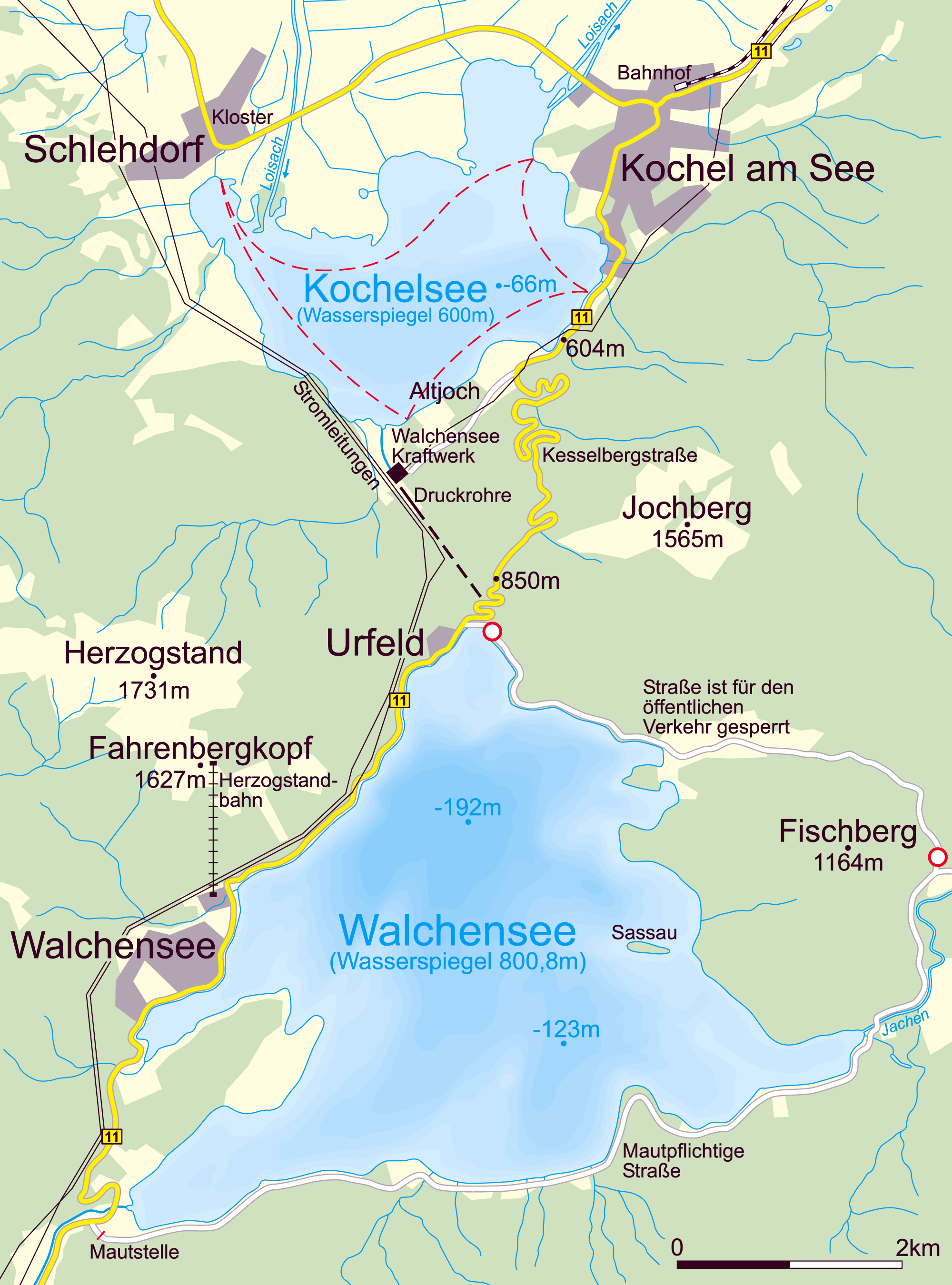
Kochelsee und Walchensee

## Hướng dẫn ngoài
- (tiếng Đức) Kochel Homepage

 Tư liệu liên quan tới Kochel am See tại Wikimedia Commons